# براندان غامبل
براندان غامبل (بالإنجليزية: Brendan Gamble)‏ هو مغن مؤلف وملحن أمريكي، ولد في 1966.

## وصلات خارجية
- براندان غامبل على موقع ميوزك برينز (الإنجليزية)
- براندان غامبل على موقع أول ميوزيك (الإنجليزية)
- براندان غامبل على موقع ديسكوغز (الإنجليزية)